# Жељко Комшић
Жељко Комшић (Сарајево, 20. јануар 1964) босанскохерцеговачки је политичар. Од 1. октобра 2006. до 17. новембра 2014. био је хрватски члан Предсједништва БиХ у осмогодишњем мандату, као кандидат Социјалдемократске партије БиХ. Оснивач је и предсједник Демократског фронта и посланик у Парламенту БиХ. Од 2018. године је поново члан Предсједништва Босне и Херцеговине.

## Биографија

### Поријекло и образовање
Комшић потиче из мијешаног брака, од оца Марка Комшића (Хрвата из Средње Босне) и мајке Данице Станић (Српкиње, чији је отац Маријан Станић током Другог свјетског рата био припадник ЈВуО, у околини Добоја). Мајка му је током рата у БиХ убијена хицем из снајпера, у родном Сарајеву.
Као дјечак, Жељко је крштен у католичкој цркви; касније је током живота више пута мијењао своје вјерско (и национално) опредјељење. Завршио је Правни факултет Универзитета у Сарајеву и Школу страних услуга Универзитета у Џорџтауну у Вашингтону. У браку је са Сабином Комшић, која је по струци грађевински инжењер и бошњачког је поријекла. Имају ћерку Лану.

### Рат у Босни и Херцеговини
Током рата у Босни и Херцеговини Комшић је био припадник Армије БиХ, да би касније добио њено највише војно признање — Златни љиљан.

## Политичка каријера
Послије рата, Комшић своју политичку каријеру започиње као члан Социјалдемократске партије БиХ. Био је најприје одборник општине Ново Сарајево, као и замјеник градоначелника Сарајева, прије него што је изабран за начелника општине Ново Сарајево, 2000. године.
Након што је коалиција Алијанса за демократске промјене дошла на власт 1998, Комшић је три године касније именован за амбасадора у Савезној Републици Југославији. Поднио је оставку након избора 2002. године пошто се СДП вратила у опозицију.

### Општи избори 2006.
На општим изборима 2006. Комшић је био кандидат Социјалдемократске партије за мјесто у Предсједништву, испред хрватског народа. На овим изборима добија 97.267, махом бошњачких гласова (41% од укупног броја оних који су гласали за неког хрватског кандидата). Овим резултатом Жељко Комшић се нашао испред Ива Мира Јовића (25%), Божа Љубића (18%) и Младена Иванковића Лијановића (9%).

#### Изборне контроверзе
Странка ХДЗ заузела је став да је Комшићева побједа нелегитимна, јер је изборни систем — који није заснован дуж етничких линија у Федерације БиХ — омогућио Бошњацима да гласају за Комшића и Хрватима наметну своју вољу. Сличан став су заузеле и друге хрватске партије.
И поред негодовања хрватских странака из БиХ, Комшић је 1. октобра 2006. инаугурисан на положај хрватског члана Предсједништва, а убрзо му је стигла подршка и од амбасадора Републике Хрватске.

### Демократски фронт
Након разлаза са СДП-ом у јулу 2012. године, он са другим дисидентима 7. април 2013. оснива нову партију: Демократски фронт (или Демократска фронта, скраћено ДФ).
ДФ дјелује претежно међу бошњачким и пробосанским бирачким тијелом у Федерацији БиХ и карактерише се као унитаристичка, социјалдемократска и грађанско-националистичка странка лијевог центра. Од оснивања до сад, њен једини предсједник био је Жељко Комшић.
- Општине са хрватском већином у БиХ (наранџасто)
- Комшићеви резултати 2010. по општинама у БиХ (црвено)